# Social shopping
Social shopping (soc shopping) – podejmowanie decyzji o zakupie na podstawie opinii społeczności internetowej.
Metoda e-commerce i tradycyjnego nabywania, w którym konsumenci kupują w środowisku powiązanym sieciami społecznymi na wzór Myspace. Korzystając z wiedzy tłumu, internauci komunikują się i nabywają informacje na temat produktów, cen, czy okazji kupna. Wiele stron internetowych pozwala swoim użytkownikom na tworzenie list czy rankingów zakupów i dzielenie się nimi ze znajomymi. Inni koncentrują się na interakcjach użytkowników, którzy przekazują dalej informacje i rekomendacje, których nie sposób pozyskać od sprzedawcy detalicznego.
Social shopping stanowi więc naturalny etap ewolucji dwóch prężnie rozwijających się nurtów użytkowania sieci: zakupów online oraz aktywności o charakterze e-społecznościowym.